# Bad Astronaut
Bad Astronaut ist eine US-amerikanische Indie-Rockband.

## Geschichte
Im Jahr 2000 als Seitenprojekt von Lagwagon-Sänger und -Songwriter Joey Cape gegründet, hatte die Band sieben Mitglieder. Am 6. Februar 2001 erschien das Debüt-Album Acrophobe via Honest Don’s, einem Sublabel von Fat Wreck Chords. Es folgte am 15. Oktober 2002 das Album Houston: We Have A Drinking Problem. Am 14. November 2006 wurde das dritte Studio-Werk mit dem Titel Twelve Small Steps, One Giant Disappointment veröffentlicht. Anschließend löste sich die Band auf - Grund war der Selbstmord des Schlagzeugers Derrick Plourde im März 2005.
2010 reformierte sich die Band mit dem neuen Schlagzeuger Erik Herzog. Dieser starb im Dezember 2016. 2021 veröffentlichte Fat Wreck Chords die Kompilation Universe, die die ersten drei Alben der Band sowie ein neues Lied enthielt. Für das neue Lied half der Schlagzeuger Kye Smith von der australischen Band Local Resident Failure aus. Im November 2024 erschien mit Untethered ein neues Album, das vom Trio Cape, Caps und Cooke eingespielte, akustische Versionen älterer Bad-Astronaut-Stücke enthält.

## Stil
Das deutsche Visions-Magazin bezeichnete die Musik der Band als Indie-Pop.

## Diskografie
- 2001: Acrophobe (Honest Don’s)
- 2001: War of the Worlds (Split-EP mit Armchair Martian, Owned & Operated Recordings)
- 2002: Houston: We Have A Drinking Problem (Honest Don’s)
- 2006: Twelve Small Steps, One Giant Disappointment (Fat Wreck Chords)
- 2024: Untethered (Fat Wreck Chords)